# بيهيم (باد كاليه)
بيهيم، باد كاليه (بالفرنسية: Pihem)‏ هي بلدية تقع في إقليم باد كاليه من منطقة نور با دو كاليه في شمال فرنسا. تبلغ مساحة هذه المدينة 7.13 (كم²)، وترتفع عن سطح البحر 51 م، يبلغ عدد سكانها 976 نسمة حسب إحصاء المعهد الوطني للإحصاء والدراسات الاقتصادية سنة 2009 م. وترأس André Delobel البلدية خلال فترة (2001-2008).